# 25 Armia (ZSRR)
25 Armia (ros. 25-я армия) – związek operacyjny Armii Czerwonej.
Została sformowana w czerwcu 1941 w składzie Frontu Dalekowschodniego.
Skład armii:
- 39 Korpus Strzelecki;
- 105 Dywizja Strzelecka;
- 106 Rejon Umocniony;
- 107 Rejon Umocniony;
- 108 Rejon Umocniony;
- 110 Rejon Umocniony;
- 111 Rejon Umocniony;

inne samodzielne jednostki.
Po napaści Niemiec na ZSRR armia ochraniała granicę państwową ZSRR w Kraju Nadmorskim, będąc od 10 sierpnia 1943 w składzie Nadmorskiej Grupy Wojsk. 
Na początku sierpnia 1945 w skład armii dodatkowo weszła:
- 393 dywizja strzelecka;
- 7 Rejon Umocniony;
- 113 Rejon Umocniony;

szereg artyleryjskich, pancernych i innych zgrupowań i jednostek.
W składzie 1 Frontu Dalekowschodniego armia brała udział w operacji charbino-girińskiej. Na koniec sierpnia 1945 wojska armii zostały przemieszczone w rejon Pjongjang celem wsparcia wojsk koreańskich.

## Dowódcy armii
- Filipp Parusinow (czerwiec 1941 - czerwiec 1943), generał porucznik;
- Aleksandr Maksimow (czerwiec 1943 - czerwiec 1945), generał major;
- Iwan Czistiakow (od czerwca 1945 do końca wojny), generał pułkownik[1].